# Dendropoma petraeum
Dendropoma petraeum là một loài ốc biển, là động vật thân mềm chân bụng sống ở biển trong họ Vermetidae.